# 清水塘大桥
清水塘大桥（也称为株洲湘江八桥）是中国湖南省株洲市的一座跨过湘江的双层公路拱桥。主桥采用中承式钢桁架拱桥结构，主跨408米。上层为六车道公路，下层为景观通道，2019年8月23日大桥随清水塘生态新城“一桥一塘六路”项目开工，于2023年8月28日完工通车。该桥总投资15亿元，为株洲市第一座双层桥，也是株洲市第八座跨湘江桥梁。该桥设计类似于湘潭市下摄司大桥的落选方案“丹凤朝阳”。